# Daba (outil)
Pour les articles homonymes, voir Daba.

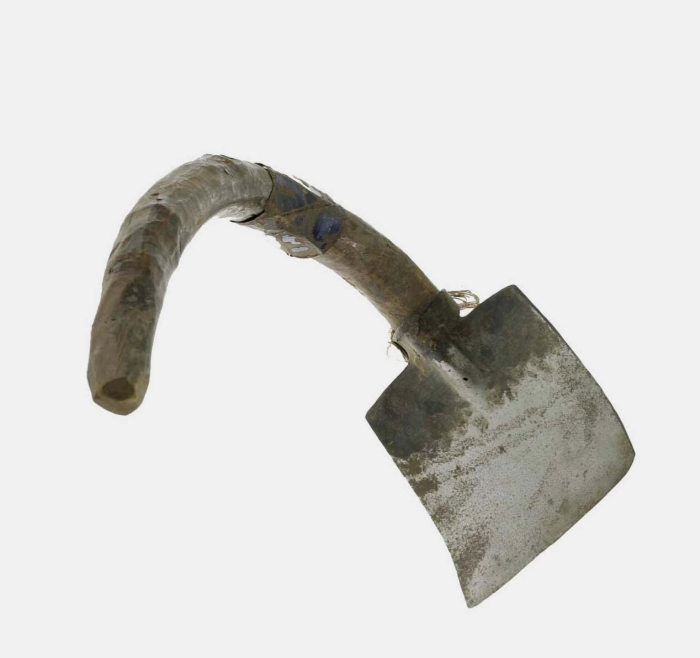
Daba samo (Burkina Faso).

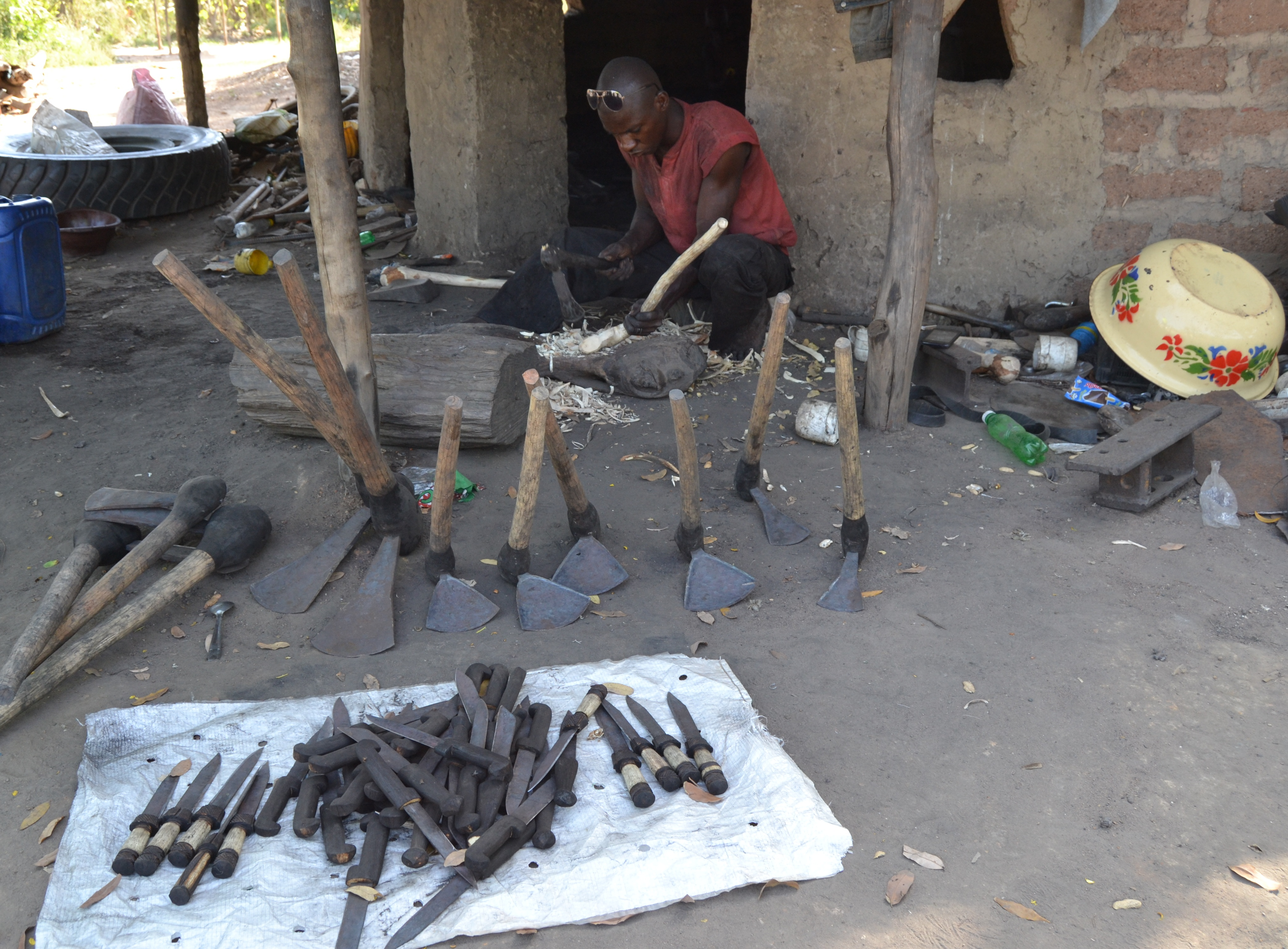
Fabricant de daba dans la ville de Ferké, au nord de la Côte d'Ivoire.

Une daba est un outil africain servant aux cultivateurs. La daba se retrouve en Afrique de l'Ouest, notamment en Côte d'Ivoire, au Ghana, au Burkina Faso.
C'est un outil similaire à l'herminette. Selon l'usage auquel il est destiné, son manche peut être long et droit, pour les cultures hautes, ou court avec l'extrémité en coude, pour les travaux qui s'effectuent accroupi. Sa lame est plate et perpendiculaire au manche. La daba est utilisée indifféremment pour labourer, aérer la terre ou récolter, ou effectuer des coupes diverses.  
Daba est aussi un mot comorien qui veut dire "bête". 